# Kanji del año
El kanji del año (今年の漢字 kotoshi no kanji?) es un kanji elegido por la Fundación del Examen de Aptitud de Kanji (財団法人日本漢字能力検定協会 Zaidan hōjin Nihon kanji nōryoku kentei kyōkai?) mediante una elección nacional en Japón. Comenzó en 1995, y se realiza cada año. El carácter que recibe más votos es elegido para representar los acontecimientos de ese año y es anunciado en una ceremonia el 12 de diciembre (el Día del Kanji) en el Templo Kiyomizu.

## Kanji del año
| Año  | Kanji | Lectura on (sinojaponesa) | Lectura kun (nativa japonesa)       | Significado                            | Contexto histórico |
| 1995 | 震    | shin シン                 | furu.eru ふる.える                  | terremoto                              | Gran Terremoto de Hanshin. Creciente inseguridad causada por el ataque de gas sarín en el Metro de Tokio. |
| 1996 | 食    | shoku ショク              | ta.beru た.べる                     | comer, comida                          | Numerosos casos de intoxicación alimentaria debida a E. coli O157, lo que afecta los programas de menú escolar. |
| 1997 | 倒    | tō トウ                   | tao.reru たお.れる                  | derrumbar                              | Se produce una ola de quiebras empresariales y bancarias. La selección japonesa de fútbol vence a los equipos favoritos en el torneo de clasificación de Asia y se clasifica para el Mundial de Fútbol 1998. |
| 1998 | 毒    | doku ドク                 |                                     | veneno                                 | 67 personas enferman y cuatro mueren tras ingerir curry envenenado. Masumi Hayashi es arrestada y se producen incidentes similares. Preocupación por las dioxinas. |
| 1999 | 末    | matsu マツ                | sue すえ                            | final                                  | Fin de década, siglo y milenio. Accidente nuclear de Tokaimura |
| 2000 | 金    | kin キン                  | kane かね                           | oro, dinero                            | La judoca Ryoko Tamura (actualmente Ryoko Tani) y la corredora de maratón Naoko Takahashi consiguen el oro en los Juegos Olímpicos de Sídney. Kim Dae Jung (金 大中) y Kim Jong-il (金 正日) celebran la primera cumbre presidencial entre las dos Coreas. Muerte de las gemelas centenarias Kin-san y Gin-san (Las hermanas de Narita; cuyos nombres suenan como Oro y Plata).                              |
| 2001 | 戦    | sen セン                  | tataka.u たたか.う ikusa いくさ     | guerra                                 | Ataques del 11 de septiembre de 2001. Guerra de Afganistán. Recesión global. |
| 2002 | 帰    | ki キ                     | kae.ru かえ.る                      | volver                                 | Japón y Corea del Norte comienzan a dialogar. Cinco ciudadanos japoneses secuestrados por Corea del Norte regresan a Japón. |
| 2003 | 虎    | ko コ                     | tora とら                           | tigre                                  | Los Hanshin Tigers ganan la Liga Central por primera vez en 18 años. |
| 2004 | 災    | sai サイ                  | wazawa.i わざわ.い                  | desastre                               | Terremoto de Chūetsu. El tifón Tokage causa grandes destrozos. Accidente en la central nuclear de Mihama. Escándalo en Mitsubishi Motors acerca del encubrimiento de defectos conocidos. |
| 2005 | 愛    | ai アイ                   | ito.shii いと.しい                  | amor                                   | La Expo 2005 tiene lugar en Aichi (愛知). La Princesa Nori contrae matrimonio con Yoshiki Kuroda. La jugadora de tenis de mesa Ai Fukuhara (福原 愛, Fukuhara Ai) juega en China. |
| 2006 | 命    | mei メイ                  | inochi いのち                       | vida                                   | Nace el Príncipe Hisahito de Akishino. Preocupación ante los accidentes de circulación bajo la influencia del alcohol con resultado de atropello y omisión de socorro. Preocupación ante los casos de suicidio a causa del maltrato, el suicidio de un miembro de la Guardia Imperial y otras causas. En definitiva, vidas que nacen y vidas que son segadas.                                                |
| 2007 | 偽    | gi ギ                     | itsuwa.ru いつわ.る nise にせ       | falso, engaño                          | Escándalo en la producción y el etiquetado de alimentos consistente en el reetiquetado y la reventa de productos ya caducados. Problemas con la financiación de partidos y el registro erróneo de pensiones. Controversia de la violación de la propiedad intelectual del Parque de Atracciones de Shijingshan en Pekín.                                                                                     |
| 2008 | 変    | hen ヘン                  | ka.waru か.わる                     | cambio                                 | Cambio de primer ministro en Japón. Barack Obama gana las elecciones presidenciales con la palabra clave cambio. Cambios en la economía mundial. Cambios ecológicos. |
| 2009 | 新    | shin シン                 | atara.shii あたら.しい arata あらた | nuevo                                  | El Partido Democrático de Japón llega al poder y forma gobierno en unas históricas elecciones tras medio siglo de gobierno del Partido Liberal de Japón. La Gripe A, conocida en Japón como shin-gata influenza (新型インフルエンザ), se propaga por todo el mundo. El jugador de béisbol Ichirō Suzuki logra un récord en las Grandes Ligas de Béisbol al encadenar nueve temporadas seguidas con 200 hits. |
| 2010 | 暑    | sho ショ                  | atsu.i あつ.い                      | calor (clima)                          | Japón sufre una ola de calor que bate los registros. Los mineros que quedaron atrapados en una calurosa mina de Copiapó son rescatados. La sonda Hayabusa soporta un calor de 10 000 °C durante la reentrada en la atmósfera terrestre. |
| 2011 | 絆    | ban バン                  | kizuna きずな                       | unión, lazo que une                    | Terremoto y tsunami de Japón de 2011: Las personas en Japón descubren la importancia de estar unidos ante situaciones devastadoras. La Selección femenina de fútbol de Japón gana la Copa del Mundo Femenina FIFA 2011, resultado de la confianza y el trabajo en equipo de sus miembros. |
| 2012 | 金    | kin キン                  | kane かね                           | oro, dinero                            | Varias medallas ganadas en los Juegos Olímpicos de Londres 2012. Shinya Yamanaka gana el Premio Nobel. Ocurre un eclipse solar que recorre Japón. Hay preocupación sobre el seguro social y el impuesto de consumo. (金 se convierte en el primer kanji elegido más de una vez). |
| 2013 | 輪    | rin リン                  |                                     | rueda                                  | Tokio es elegido como sede de los Juegos Olímpicos en 2020. |
| 2014 | 税    | zei ゼイ                  |                                     | impuestos                              | Preocupación por el aumento de los impuestos en Japón. |
| 2015 | 安    | an アン                   | yasu やす                           | relajado, seguridad, quieto o pacífico | Este año se ha proclamado la ley militar de Seguridad de Japón (en japonés: 平和安全法制,) que permitirá actuar al ejército japonés fuera de sus fronteras (hasta ahora no podía debido al artículo 9 de la constitución japonesa). |
| 2016 | 金    | kin キン                  | kane かね                           | oro, dinero                            | Esta es la tercera vez que el kanji kin gana estas elecciones, y por la misma razón: las medallas de oro ganadas en las Olimpíadas de Río de Janeiro. Otra de las razones por las que eligieron oro, es el cabello rubio (金髪 – kinpatsu) de Donald Trump y porque es millonario (dinero), y por los casos de corrupción (dinero) en la política japonesa.                                                  |
| 2017 | 北    | hoku ホク                 | kita きた                           | norte                                  | Este hace referencia clara a la amenaza nuclear y a las pruebas de misiles de Corea de Norte. |
| 2018 | 災    | sai サイ                  | wazawa.i わざわ.い                  | desastre                               | Terremoto de Osaka de 2018 y las Inundaciones de Japón de 2018. También fue elegido en 2004. |
| 2019 | 令    | rei レイ                  | ryou りょう                         | bien, orden                            | Simboliza la entrada en la nueva era japonesa Reiwa (令和, Reiwa, lit. «hermosa armonía» o «armonía bien ordenada»). |

Nota: Cuando aparece un punto en la lectura kun del kanji, es para separar la raíz (la lectura a la que corresponde el propio kanji) de la desinencia, que se escribe con el silabario hiragana. Véase okurigana para más información.